# Grevillea curviloba
Grevillea curviloba är en tvåhjärtbladig växtart. Grevillea curviloba ingår i släktet Grevillea och familjen Proteaceae.

## Underarter
Arten delas in i följande underarter:
- G. c. curviloba
- G. c. incurva